# Bisbat de Kabgayi
L'Bisbat de Kabgayi  (francès: Diocèse de Kabgayi; llatí: Dioecesis Kabgayensis) és un bisbat de l'Església catòlica pertanyent a Ruanda, sufragani de l'arquebisbat de Kigali. En 2012 comptava 627.267 batejats sobre 627.267 habitants. El bisbe és Smaragde Mbonyintege.

## Territori
La diòcesi comprèn els districtes de Kamonyi, Muhanga i Ruhango de la nova província del Sud de Ruanda.
La seu episcopal es troba a Kabgayi, on s'hi troba la catedral de Notre-Dame-de-l'Immaculée-Conception.
El territori s'estén sobre 2.187 km² i es divideix en 25 parròquies.

## Història
El vicariat apostòlic de Ruanda fou erigit el 25 d'abril de 1922 amb el breu Exigit apostolicum del papa Pius XI, arreplegant el territori del vicariat apostòlic de Kivu (avui arquebisbat de Bukavu).
El 14 de febrer de 1952 va cedir una porció del territori per la creació del vicariat apostòlic de Nyundo (avui bisbat) i per força del decret Cum propter novi de la Congregació de Propaganda Fide a canviar el propi nom en vicariat apostòlic de Kabgayi.
El 10 de novembre de 1959 el vicariat apostòlic fou elevat al rang d'arxidiòcesi metropolitana amb la butlla Cum parvulum del papa Joan XXIII.
El 20 de desembre de 1960, l'11 de setembre de 1961 i el de setembre de 1968 va cedir altres parts del territori en benefici de l'erecció respectivament del bisbat de Ruhengeri, d'Astrida (avui bisbat de Butare) i de Kibungo.
El 10 d'abril 1976 va cedir una altra part del territori en benefici de l'arquebisbat de Kigali i al mateix temps fou rebaixada a diòcesi sufragània.
El 5 de novembre 1981 va cedir una porció del territori per aprofitar l'erecció del bisbat de Byumba.
En la guerra civil en que es va veure involucrada Ruanda en la primera meitat dels anys 1990 del segle passat, hi vab trobar la mort, entre d'altres, el bisbe Thaddée Nsengiyumva.

## Llista de bisbes
- Léon-Paul Classe, M.Afr. † (26 d'abril de 1922 - 31 de gener de 1945 mort)
- Laurent-François Déprimoz, M.Afr. † (31 de gener de 1945 - 15 d'abril de 1955 dimitit)
- André Perraudin, M.Afr. † (19 desembre 1955 - 7 octubre 1989 dimitit)
- Thaddée Nsengiyumva † (7 d'octubre 1989 - 7 juny 1994 mort)
- André Sibomana (Administrador apostòlic, 11 de novembre de 1994 – 13 de març de 1996)
- Anastase Mutabazi (13 març 1996 - 10 desembre 2004 dimitit)
- Smaragde Mbonyintege, des del 21 de gener de 2006

## Estadístiques
A finals del 2006, la diòcesi tenia 627.267 batejats sobre una població de 1.028.829 persones, equivalent al 44,0 % del total.
| any  | població | població  | població | sacerdots | sacerdots       | sacerdots       | sacerdots             | diàques | religiosos | religiosos | parroquies |
| ---- | -------- | --------- | -------- | --------- | --------------- | --------------- | --------------------- | ------- | ---------- | ---------- | ---------- |
| any  | batejats | total     | %        | total     | clergat secular | clergat regular | batejats por sacerdot | diàques | homes      | dones      |            |
| 1949 | 331.144  | 1.356.291 | 24,4     | 169       | 81              | 88              | 1.959                 |         | 72         | 234        | 43         |
| 1970 | 320.407  | 721.860   | 44,4     | 105       | 55              | 50              | 3.051                 |         | 149        | 148        | 85         |
| 1980 | 276.181  | 562.000   | 49,1     | 36        | 19              | 17              | 7.671                 |         | 40         | 74         | 15         |
| 1990 | 397.341  | 699.466   | 56,8     | 65        | 49              | 16              | 6.112                 |         | 55         | 102        | 17         |
| 1999 | 456.053  | 761.516   | 59,9     | 51        | 46              | 5               | 8.942                 |         | 32         | 204        | 21         |
| 2000 | 471.804  | 799.748   | 59,0     | 87        | 83              | 4               | 5.423                 |         | 25         | 178        | 21         |
| 2001 | 509.253  | 837.087   | 60,8     | 86        | 82              | 4               | 5.921                 |         | 33         | 130        | 21         |
| 2002 | 528.633  | 867.092   | 61,0     | 98        | 91              | 7               | 5.394                 |         | 40         | 186        | 21         |
| 2003 | 549.745  | 912.097   | 60,3     | 70        | 61              | 9               | 7.853                 |         | 31         | 188        | 22         |
| 2004 | 600.273  | 974.075   | 61,6     | 79        | 68              | 11              | 7.598                 |         | 53         | 216        | 22         |
| 2006 | 596.596  | 969.668   | 61,5     | 85        | 70              | 15              | 7.018                 |         | 58         | 258        | 24         |
| 2011 | 675.000  | 1.051.000 | 64,2     | 80        | 71              | 9               | 8.437                 |         | 51         | 210        | 25         |
| 2013 | 627.267  | 1.028.829 | 61,0     | 92        | 79              | 13              | 6.818                 |         | 48         | 226        | 25         |